# Mikel Merino
Mikel Merino Zazón (* 22. Juni 1996 in Pamplona) ist ein spanischer Fußballspieler. Der zentrale Mittelfeldspieler steht seit der Saison 2024/25 beim FC Arsenal unter Vertrag und ist A-Nationalspieler.

## Karriere

### Vereine
Merino begann seine Karriere beim CD Amigó und wechselte von dort in die Jugendakademie des CA Osasuna. Dort spielte er ab 2013 ein Jahr für die B-Mannschaft und rückte zur Saison 2014/15 zu den Profis auf. Am 23. August 2014 debütierte er beim 2:0-Heimsieg gegen den FC Barcelona B in der Segunda División. Sein erstes Tor erzielte Merino am 21. Dezember 2014 beim 2:1-Auswärtssieg gegen UD Las Palmas. In seiner ersten Saison kam er auf 29 Ligaeinsätze. In der Spielzeit 2015/16 erzielte er vier Tore in 34 Ligaspielen und erreichte mit der Mannschaft den sechsten Tabellenplatz, der sie zu Aufstiegs-Playoffs qualifizierte. Dort setzte sich Merino mit Osasuna gegen Gimnàstic de Tarragona und den FC Girona durch, was den Aufstieg in die Primera División bedeutete.
Zur Saison 2016/17 wechselte Merino in die deutsche Bundesliga zu Borussia Dortmund. Er unterschrieb Mitte Februar 2016 einen Vertrag mit einer Laufzeit bis zum 30. Juni 2021. Am Saisonende gewann er mit der Mannschaft den DFB-Pokal.
Zur Spielzeit 2017/18 wechselte Merino zunächst auf Leihbasis samt Kaufpflicht ab einer bestimmten Anzahl von Pflichtspieleinsätzen zum Premier-League-Aufsteiger Newcastle United. Nach sieben Premier-League-Einsätzen (kein Tor) wurde er im Oktober 2017 schließlich fest verpflichtet und mit einem Vertrag bis zum 30. Juni 2022 ausgestattet.
Zur Saison 2018/19 kehrte Merino nach Spanien zurück und schloss sich dem Erstligisten Real Sociedad San Sebastián an. Er unterschrieb einen Vertrag mit einer Laufzeit bis zum 30. Juni 2023. Mit dem Verein gewann er Anfang April 2021 das Finale des aufgrund der COVID-19-Pandemie verschobenen spanischen Pokalwettbewerbs 2019/20.
Im August 2024 wechselte er zum FC Arsenal. Dort wurde er nach verletzungsbedingten Verletzungen von Gabriel Jesus und Kai Havertz von Trainer Mikel Arteta als Stürmer eingesetzt.

### Nationalmannschaft
Merino spielte im November 2014 im Rahmen zweier Freundschaftsspiele erstmals für die spanische U19-Nationalmannschaft. Im Juli 2015 nahm er mit ihr an der U19-Europameisterschaft in Griechenland teil. Im Laufe des Turniers kam er fünfmal zum Einsatz, erzielte ein Tor und gewann mit der Mannschaft nach einem 2:0-Finalsieg gegen Russland am 19. Juli 2015 den Titel.
Am 1. September 2016 debütierte Merino beim 6:0-Sieg gegen San Marino in der U21-Nationalmannschaft. Sein erstes Tor erzielte er am 23. März 2017 beim 3:1-Sieg gegen Dänemark. Im Juni 2017 nahm er mit der Mannschaft an der U21-Europameisterschaft in Polen teil und wurde nach dem 0:1 im Finale gegen Deutschland Vizeeuropameister. Zwei Jahre später gewann er bei der U21-Europameisterschaft 2019 in Italien und San Marino mit seiner Mannschaft den Titel.
Anfang September 2020 debütierte Merino beim 1:1 gegen Deutschland in der UEFA Nations League in der A-Nationalmannschaft.
Ende Juni 2021 wurde Merino in den Kader der spanischen Olympiaauswahl für das Fußballturnier der Olympischen Sommerspiele 2021 berufen und gewann mit seiner Mannschaft die Silbermedaille.
Am 5. Juli 2024 traf er zum entscheidenden 2:1 nach Verlängerung im Spiel der Europameisterschaft 2024 gegen Gastgeber Deutschland.

## Erfolge

### Nationalmannschaft
- Europameister: 2024
- UEFA-Nations-League-Sieger: 2023
- U21-Europameister: 2019
- U19-Europameister: 2015
- Olympische Silbermedaille: 2021

### Vereine
CA Osasuna
- Aufstieg in die Primera División: 2016

Borussia Dortmund
- DFB-Pokalsieger: 2017

Real Sociedad
- Spanischer Pokalsieger: 2020

## Familie
Sein Vater Ángel (* 1966) war ebenfalls Fußballspieler und verbrachte den Großteil seiner Karriere beim CA Osasuna.